# Euphyia leucozona
Euphyia leucozona är en fjärilsart som beskrevs av Edward Meyrick 1891. Euphyia leucozona ingår i släktet Euphyia och familjen mätare. Inga underarter finns listade i Catalogue of Life.